# Ante Urlić
Ante Urlić, hrvaški admiral, * 27. marec 1956.
Urlić je bil poveljnik Hrvaške vojne mornarice med leti 2007–2012.

## Življenje
Šolanje
Končal je Vojno-pomorsko akademijo v Splitu (1977) in podiplomski študij na Pomorski fakulteti v Splitu.
Vojaška kariera
Sprva je bil poveljnik obrambe Občine Makarska, poveljnik 156. brigade, namestnik poveljnika Pomorskega poveljstva za srednji Jadran, poveljnik Pomorskega poveljstva za južni Jadran, poveljnik Vojno-pomorskega sektorja južni Jadran - Ploče, poveljnik Učilišča Hrvaške vojne mornarice, načelnik štaba Poveljstva Hrvaške vojne mornarice in nazadnje poveljnik Hrvaške vojne mornarice.
Odlikovanja
- Red bana Jelačića
- Red hrvatskog trolista
- Red hrvatskog pletera
- Spomenica domovinskog rata
- Spomenica domovinske zahvalnosti